# Pionérskaya Pravda
Pionérskaya Pravda (en ruso: Пионе́рская пра́вда, lit. 'La verdad de los Pioneros') es un diario emitido en la Federación Rusa. Fue fundado el seis de marzo del 1925, en la capital, Moscú, en tiempos de la antigua Unión Soviética, como órgano vinculado a la Organización de Pioneros Vladímir Lenin, que agrupaba a niños entre los 10 y 15 años de edad.
En la década de los años 1970 y 1980, su circulación rondaba los 10 millones de ejemplares (en aquella época la mayoría de niños y niñas de la antigua Unión Soviética estaban suscritos al mismo). Su título sigue el nombre del periódico soviético principal, Pravda, al igual que otros rotativos, Pravda desapareció como tal tras el colapso y desmembramiento de la Unión de Repúblicas Socialistas Soviéticas, pero fue relanzado de nuevo en 1997 por el Partido Comunista de la Federación Rusa, presidido por el físico y matemático, Guennadi Ziugánov.
Boletines y gacetas similares fueron publicadas en otras lenguas vernáculas regionales, en varias repúblicas y territorios del estado comunista: De hecho a partir de 1974, hubo seis periódicos impresos en ruso, y 22 más editados en otras lenguas.
| República                                          | Título               | Traducción                 | Urbe            | Lenguaje    | Fundado |
| -------------------------------------------------- | -------------------- | -------------------------- | --------------- | ----------- | ------- |
| URSS                                               | Пионерская правда    | La verdad de los Pioneros  | Moscú           | idioma ruso | 1925    |
| República Socialista Federativa Soviética de Rusia | Ленинские искры      | Chispas de Lenin           | Leningrado      | Ruso        | 1924    |
| Baskhir RSSA                                       | Башҡортостан пионере | Pionero de Baskiria        | Ufá             | Baskir      | 1930    |
| Chuvash RSSA                                       | Пионер сасси         | La llamada de los Pioneros | Cheboksary      | Chuvasio    | 1930    |
| Mari RSSA                                          | Ямде лий             | Estamos listos             | Yoshkar-Ola     | Mari        | 1933    |
| Tatar RSSA                                         | Яшь ленинчы          | Joven Leninista            | Kazán           | Tártaro     | 1924    |
| Udmurt RSSA                                        | Дась лу              | Estamos Listos             | Izhevsk         | Udmurto     | 1930    |
| Yakut RSSA                                         | Бэлэм буол           | Estamos listos             | Yakutsk         | Yakuto      | 1936    |
| Ucrania RSS                                        | Зірка                | Pequeña estrella           | Kiev            | Ucraniano   | 1925    |
| Ucrania RSS                                        | Юный ленинец         | Joven Leninista            | Kiev            | Ruso        | 1922    |
| Bielorrusia RSS                                    | Піянер Беларусі      | Pionero de Belarús         | Minsk           | Bielorruso  | 1929    |
| Belorrusia RSS                                     | Зорька               | Amanecer                   | Minsk           | Ruso        | 1945    |
| Uzbekistán RSS                                     | Ленин учқуни         | Chispas de Lenin           | Taskent         | Uzbeko      | 1929    |
| Uzbekistán RSS                                     | Пионер Востока       | Pionero de Oriente         | Taskent         | Ruso        | 1927    |
| Karakalpak RSS                                     | Жеткиншек            | Cambio                     | Nukus           | Karakalpako | 1932    |
| Kazajistán RSS                                     | Қазақстан пионерi    | Pionero de Kazajistán      | Alma-Atá        | Kazajo      | 1930    |
| Kazajistán RSS                                     | Дружные ребята       | Amigo de los efebos        | Alma-Atá        | Ruso        | 1933    |
| Georgia RSS                                        | ნორჩ ლენინელი        | Joven Leninista            | Tiflis          | Georgiano   | 1931    |
| Azerbaiyán RSS                                     | Азәрбајҹан пионери   | Pionero de Azerbaiyán      | Bakú            | Azerí       | 1938    |
| Lituania RSS                                       | Lietuvos pionierius  | Pionero de Lituania        | Vilnius         | Lituano     | 1946    |
| Moldavia RSS                                       | Тынэрул ленинист     | Joven leninista            | Chisináu        | Rumano      | 1941    |
| Moldavia RSS                                       | Юный ленинец         | Joven leninista            | Chisináu        | Ruso        | 1941    |
| Letonia RSS                                        | Pionieris            | Pionero                    | Riga            | Letón       | 1946    |
| Kirguistán RSS                                     | Кыргызстан пионери   | Pionero de Kirguistán      | Frunze (Biskek) | Kirguís     | 1933    |
| Tayikistán RSS                                     | Пионери Тоҷикистон   | Pionero de Tayikistán      | Dusambé         | Tayiko      | 1929    |
| Armenia RSS                                        | Պիոներ Կանչ          | La llamada de los Pìoneros | Ereván          | Armenio     | 1925    |
| Estonia RSS                                        | Säde                 | Chispa                     | Tallinn         | Estonio     | 1946    |